# Sylwia Wlaźlak
Sylwia Gawrysiak, coniugata Wlaźlak (Łódź, 24 marzo 1973), è un'ex cestista polacca.

## Carriera
Con la Polonia ha disputato i Giochi olimpici di Sydney 2000, i Campionati mondiali del 1994 e tre edizioni dei Campionati europei (1993, 1999, 2003).